# Юго-Западный (Екатеринбург)

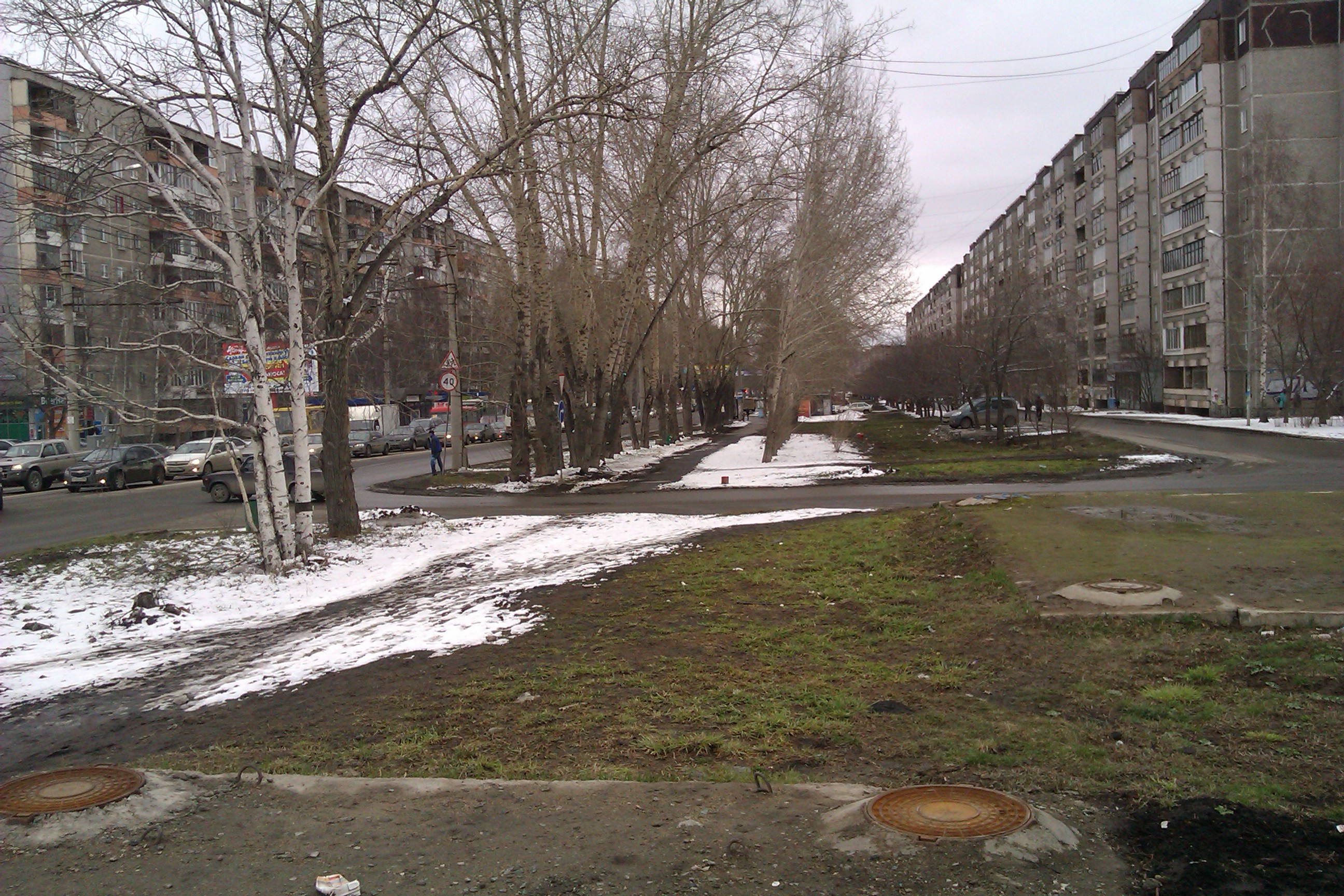
Улица Амундсена

Юго-Западный —  жилой район Екатеринбурга, расположенный в Верх-Исетском и Ленинском административных районах Екатеринбурга (граница проходит по Ясной улице), в юго-западной части города. С севера граничит с жилым районом ВИЗ, на западе с жилым микрорайоном Широкая Речка, на юго-западе с жилым районом Академическим, на востоке с жилым районом Южным (Автовокзал).

## История района
До массовой застройки Юго-западного многоэтажными кирпичными и панельными жилыми домами в начале 1960-х годов, на его месте был лес. На начало 2010-х годов район является преимущественно «спальным».

## Транспорт
Основные магистральные улицы — Академика Бардина, Амундсена, Белореченская, Репина, Шаумяна, Ясная. С другими районами города Юго-Западный район связывают несколько маршрутов троллейбусов, автобусов, трамваев и маршрутных такси. В отдалённой перспективе в район планируется протянуть третью линию Екатеринбургского метрополитена.

## Электронные ресурсы
- Петкевич Т. А. Юго-Западный // Энциклопедия Екатеринбурга [Электрон. ресурс] : электронная энциклопедия. — Электрон. дан. и прогр. — Екатеринбург. : ИИиА УрО РАН, год не указан. — 1 электрон. опт. диск (CD-ROM)